# Fokker F.VII
Fokker F.VII – samolot pasażerski, zaprojektowany w 1924 w holenderskich zakładach lotniczych Fokker, szeroko używany w transporcie lotniczym na świecie od połowy lat 20. XX wieku, zwłaszcza w najpopularniejszej wersji trzysilnikowej F.VIIb/3m. Używany też w wersjach wojskowych jako bombowiec, m.in. w Polsce.

## Rozwój
Samolot Fokker F.VII został zaprojektowany w biurze konstrukcyjnym Fokkera, pod kierunkiem Waltera Rethela, w odpowiedzi na potrzebę nowoczesnego samolotu pasażerskiego o dużym zasięgu. Samolot był rozwinięciem konstrukcji wcześniejszego Fokkera F.V. Był to jednosilnikowy górnopłat o konstrukcji mieszanej, zabierający dwuosobową załogę i 8 pasażerów. Pierwszy egzemplarz oblatano 11 kwietnia 1924. Zbudowano jednakże jedynie 5 F.VII, gdyż Fokker skonstruował znacznie ulepszony i nieco powiększony model F.VIIa, oblatany 12 marca 1925. Samolot miał bardzo dobre właściwości lotne i był łatwy w pilotażu, wyróżniał się też stosunkowo dobrymi osiągami. Nowe było w nim przede wszystkim skrzydło oraz podwozie. Pierwszy egzemplarz miał jeden silnik rzędowy Packard Liberty o mocy 420 KM, lecz seryjne były wyposażane w różne silniki, w zależności od wymagań odbiorcy. Większość miała silniki gwiazdowe Bristol Jupiter lub Pratt Whitney Wasp, o mocy 400-500 KM. Zbudowano następnie 40 samolotów F.VIIa.
Pod wpływem konkursu Ford Reliability Tour, ogłoszonego w USA przez Forda i mającego na celu wyłonić jak najbardziej niezawodny samolot dla dopiero rozwijającego się lotnictwa pasażerskiego, Anton Fokker zlecił swojemu zespołowi, kierowanemu przez Reinholda Platza, skonstruowanie modyfikacji jednosilnikowego Fokkera F.VIIa, z dodatkowymi dwoma silnikami pod skrzydłami. Wobec zawodności ówczesnych silników, układ trzysilnikowy pozwalał zwiększyć bezpieczeństwo (jednosilnikowy F.VIIa, który miał wziąć udział w konkursie, musiał lądować ze względu na awarię). Był to wówczas układ rewolucyjny, nie stosowany do tej pory w samolotach pasażerskich, i pierwszy układ dający możliwość kontynuowania lotu po awarii jednego silnika. 
Pierwszy lot trzysilnikowego Fokkera, oznaczonego F.VIIa/3m, odbył się 4 września 1925 roku (oznaczenie „3m” oznaczało 3 silniki). Oprócz dodania dwóch silników i zastosowania w zamian silnika środkowego o mniejszej mocy, nowy samolot nie różnił się początkowo konstrukcyjnie ani wymiarami od F.VIIa (oznaczanego też dla odróżnienia F.VIIa/1m). Od trzeciego egzemplarza jednak kadłub wydłużono o 80 cm, do 14,60 m. Napęd stanowiły bardzo udane, niezawodne silniki gwiazdowe Wright J4 Whirlwind o mocy 200 KM (147 kW) każdy. Zbudowano prawdopodobnie jedynie 18 nowych samolotów F.VIIa/3m, jednakże większa część F.VIIa przebudowana została do standardu F.VIIa/3m. Trzy Fokkery F.VIIa/3m zbudowano w wersji bombowej dla lotnictwa holenderskiego.
W 1927 roku zbudowano w wytwórni Fokker ulepszoną odmianę tego samolotu oznaczoną Fokker F.VIIb/3m o rozpiętości skrzydeł powiększonej o 2,4 m. Mogła być ona wyposażona w silniki Wright J4, albo w inne silniki np. Wright J5 o mocy większej o 20 KM (15 kW) każdy, w zależności od odbiorcy. Do zakończenia produkcji w 1932 roku, w zakładach Fokkera zbudowano co najmniej 63 samoloty F.VIIb/3m. Do 1928 roku obie wersje F.VIIa/3m i F.VIIb/3m oznaczane były wspólnie F.VII3m. Wersje z mocniejszymi silnikami bywały przerabiane do zabierania 10 pasażerów.

## Użycie

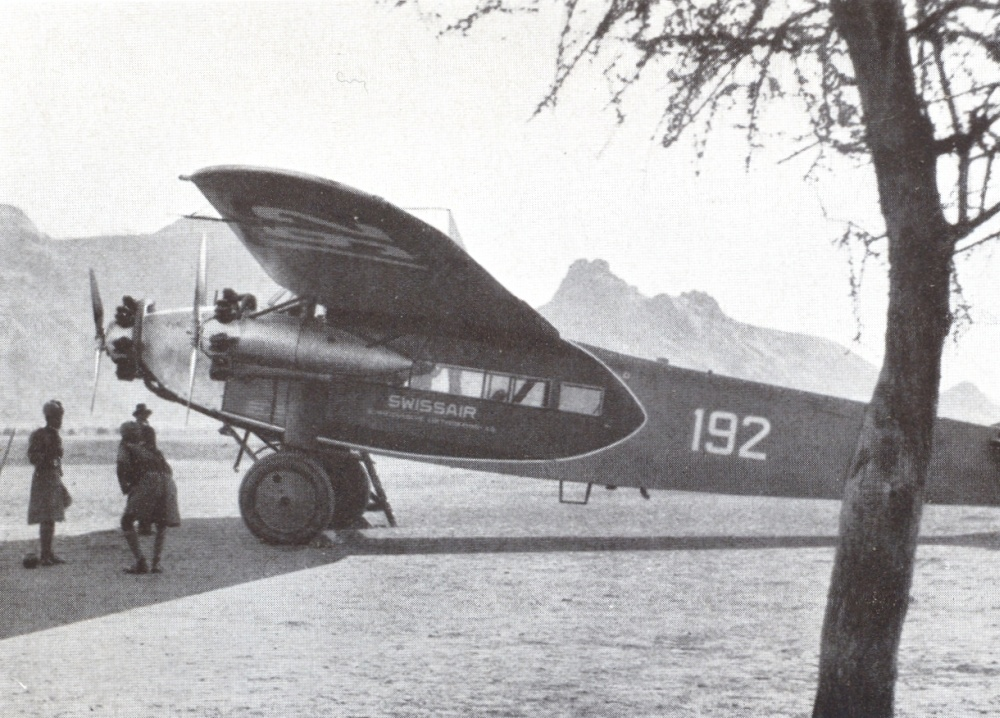
Fokker F.VIIb-3m szwajcarskich linii lotniczych Swissair

Wszystkie 5 Fokkerów F.VII było używanych przez holenderskie linie lotnicze KLM. Pierwszy z nich dokonał kilkuetapowego lotu z Holandii do Indii Wschodnich, jednak samolot ten okazał się jeszcze nieodpowiedni do regularnej komunikacji na tak długich trasach. Spośród Fokkerów F.VIIa, 11 było zakupionych przez linie KLM, a dalsze 4 zmontowane w warsztatach KLM z części. Poza tym, 8 było używanych we Francji (7 przez linie CIDNA i 1 przez STAR), trzy w Szwajcarii, dwa na Węgrzech (linie Malert) i trzy w Danii. Używane były też następnie w innych krajach, w tym w USA.
Sześć Fokkerów F.VIIa zostało zakupione pod koniec 1928 roku przez polskie prywatne linie Aero, po czym zostały przejęte przez powstałe 1 stycznia 1929 Polskie Linie Lotnicze LOT. Miały one znaki rejestracyjne początkowo: P-POZM – P-POZS, a od połowy 1929 SP-AAM – SP-AAS. Używane były na liniach krajowych, a także zagranicznych do Czerniowiec i Wiednia do maja 1936. Fokkery te miały silniki rzędowe w układzie W, Lorraine-Dietrich LD-12Eb o mocy 464 KM (341 kW), budowane w polskich zakładach Skody. Od 1935 wymieniono im silniki na gwiazdowe Bristol Jupiter VIIF o mocy 529 KM (382 kW). Dwa z nich następnie sprzedano lotnictwu wojskowemu jako samoloty szkolne.
Fokker F.VII/3m został rozsławiony początkowo przez rajdy i rekordowe przeloty. Pierwszy zbudowany F.VIIa/3m wziął z sukcesem udział w amerykańskich zawodach Ford Reliability Tour od 28 września do 3 października 1925, które Anthony Fokker wykorzystał do świetnego zareklamowania swojej konstrukcji. Drugim słynnym wydarzeniem stał się przelot na samolocie F.VIIa/3m o nazwie Josephine Ford po raz pierwszy w pobliżu Bieguna Północnego, dokonany przez amerykańskich pilotów Richarda Byrda i Floyda Benneta 9 maja 1926 roku.
Następnie, na samolocie F.VIIb/3m, nazwanym Southern Cross, lotnicy Charles Kingsford Smith i Charles Ulm przelecieli w dniach 31 maja – 9 czerwca 1928 roku po raz pierwszy Pacyfik z Oakland w USA do Brisbane w Australii, z międzylądowaniami na Hawajach i Fidżi, pokonując trasę o długości 12 tys. kilometrów. Następnie, na samolocie tym Kingsford Smith dokonał także innych dalekich przelotów. Z kolei 17 czerwca 1928 Amelia Earhart, jako pierwsza kobieta w składzie załogi, przeleciała nad Oceanem Atlantyckim z Nowej Fundlandii do Walii, wodnosamolotem F.VIIb/3m na podwoziu pływakowym, nazwanym Friendship.
Seria rajdów spowodowała duże zainteresowanie Fokkerem F.VIIb/3m. Stał się on najliczniej budowanym typem pasażerskiego Fokkera. Szereg krajów zakupiło licencję na jego wytwarzanie. Jedne z pierwszych egzemplarzy zostały zakupione przez linie lotnicze PanAm, otwierające w październiku 1927 połączenia rejsowe z Key West na Florydzie do Hawany. Kilka egzemplarzy F.VIIa/3m zakupiła też armia amerykańska, pod oznaczeniem C-2. Samoloty także były montowane w USA z części przez filię Fokkera Atlantic Aircraft Corporation. Mimo to, na rynku amerykańskim samolot nie odniósł dużego sukcesu komercyjnego, natomiast sukces taki odniósł wzorowany na Fokkerze metalowy Ford Trimotor.

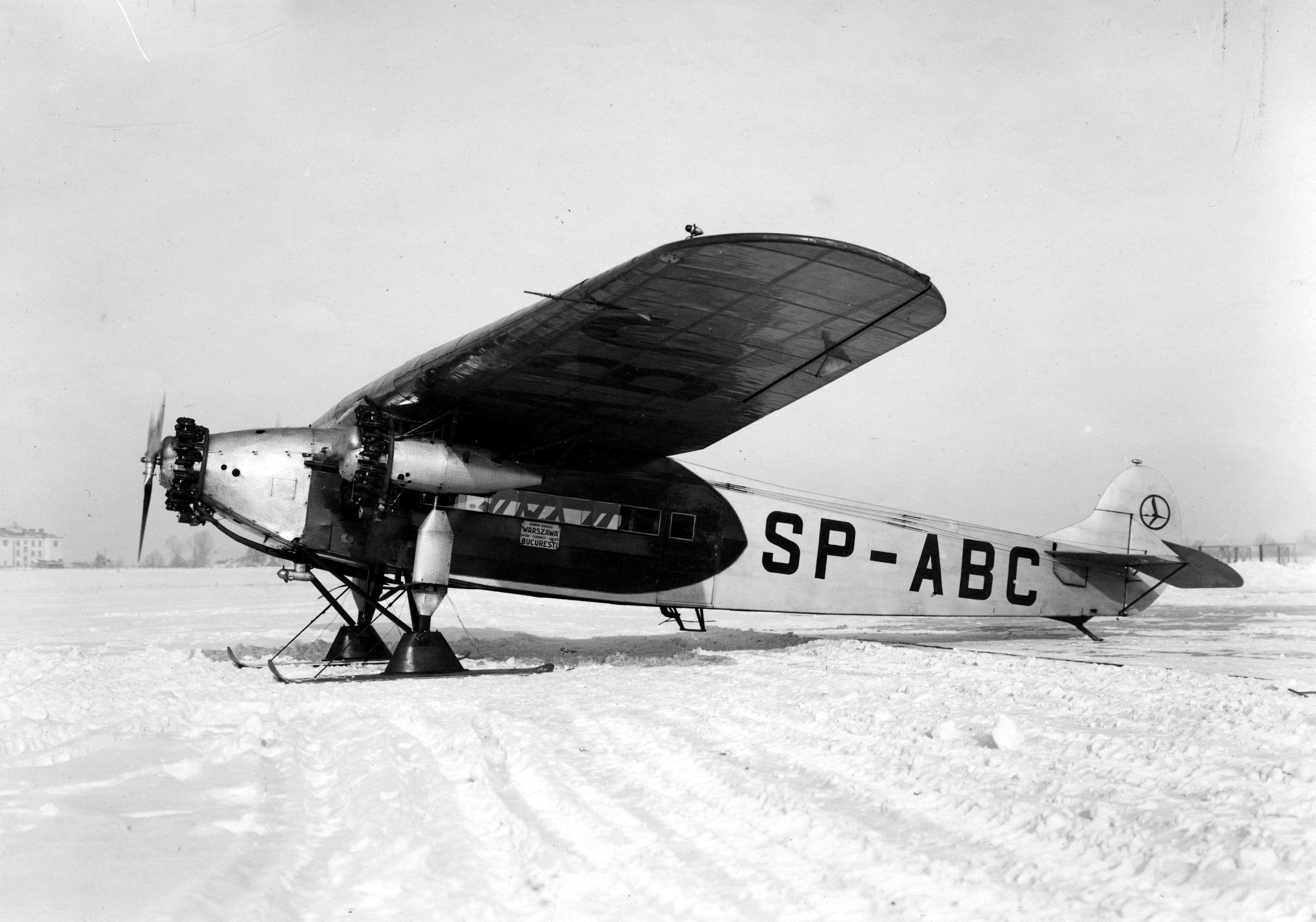
Fokker F.VII (SP-ABC) w barwach PLL LOT

Pierwszym krajem, który zakupił licencję na F.VIIb/3m, na początku 1928, była Polska. Produkcję zlecono firmie Plage i Laśkiewicz w Lublinie. W latach 1929–30 zbudowała ona 11 samolotów pasażerskich i 20 samolotów w opracowanej w biurze konstrukcyjnym wytwórni pod kierownictwem inż. Jerzego Rudlickiego odmianie bombowej. 10 samolotów pasażerskich oraz 3 przebudowane później z bombowców, używane było przez PLL LOT (o znakach: SP-ABA - SP-ABI, SP-ABK i SP-AMI, -AMH i -AMK). Samoloty LOT-u wyposażono w latach 1934/35 w nowe silniki Pratt & Whitney Wasp Junior TB o mocy 420 KM (309 kW) z dwułopatowymi śmigłami metalowymi o skoku nastawnym na ziemi, pozwalające uzyskać nieco lepsze osiągi. W 1939 roku LOT posiadał wciąż 4 samoloty, z których jeden uległ zniszczeniu po wybuchu wojny w warsztatach na Okęciu, a pozostałe były ewakuowane do Rumunii.
Samoloty F.VIIb/3m były budowane ponadto na licencji w Wielkiej Brytanii (w wytwórni Avro 14 sztuk, jako Avro 618 Ten), Czechosłowacji (w wytwórni Avia 18 sztuk), Belgii (w wytwórni SABCA 29 sztuk), Włoszech (3 sztuki) i Hiszpanii (3 sztuki). Największym użytkownikiem były belgijskie linie Sabena, posiadające 28 samolotów. W Hiszpanii używano 7 sztuk, które po wybuchu wojny domowej służyły jako bombowce.
Również w Czechosłowacji opracowano wersję bombową F.VIIb/3m, lecz zbudowano prawdopodobnie tylko jeden samolot.
W służbie Korpusu Powietrznego Armii Stanów Zjednoczonych F.VII znany był jako Atlantic-Fokker C-2.
Łącznie wybudowano we wszystkich krajach 154 samoloty Fokker F.VIIB/3m.

## Użycie w Wojsku Polskim

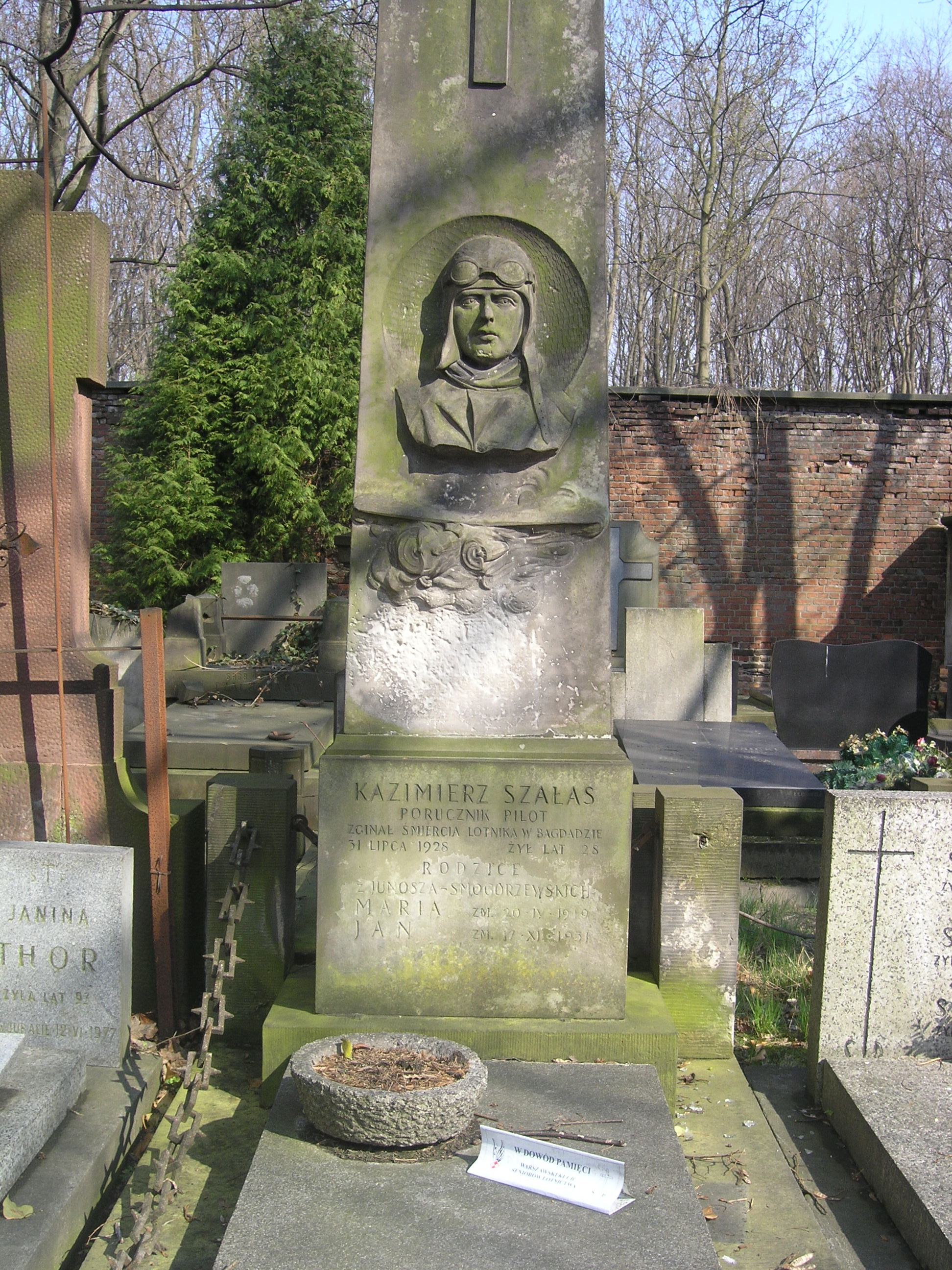
Grób por. obs. Kazimierza Szałasa na Starych Powązkach w Warszawie (stan na kwiecień 2012)

Pod koniec lat dwudziestych, w związku z tym, że zakupione dla lotnictwa polskiego samoloty bombowe Farman F-68BN4 Goliath nie zdały egzaminu w eskadrach niszczycielskich, podjęto działania dla ich wymiany. I tak, w 1927 roku, Ludomił Rayski, ówczesny szef Departamentu Żeglugi Powietrznej Ministerstwa Spraw Wojskowych, zamówił w holenderskich zakładach Fokkera w Amsterdamie jeden samolot rajdowy dalekiego zasięgu Fokker F.VIIB/3m przystosowany do lotu przez Atlantyk. W lutym 1928 roku wyznaczono załogę w składzie: por. pil. Kazimierz Kalina, por. obs. Kazimierz Szałas i mechanik sierż. Stefan Kłosinek, która udała się po odbiór samolotu do Holandii. Po dokonaniu w dniu 28 kwietnia 1928 roku oblotu maszyny i wykonaniu próbnych lotów, samolot otrzymał cywilną rejestracje P-PAAA. W dniu 29 maja 1928 roku załoga polska odleciała do Warszawy. Załoga następnie wykonała na tym samolocie szereg lotów ćwiczebnych, przygotowując się do lotu przez Atlantyk, lecz ostatecznie zgody na taki lot nie otrzymała. Natomiast w dniach 30–31 lipca 1928 roku wykonała lot na trasie Dęblin–Bagdad, gdzie w trakcie lądowania samolot uległ rozbiciu, a por. obs. Kazimierz Szałas zginął.
W lutym 1928 roku Polska zakupiła licencję na budowę samolotów Fokker F.VIIB/3m, które miały być produkowane w Zakładach Mechanicznych Plage & Laśkiewicz w Lublinie. Pod koniec 1928 roku, po otrzymaniu dokumentacji licencyjnej, w biurze konstrukcyjnym wytwórni w Lublinie opracowano pod kierownictwem inż. Jerzego Rudlickiego odmianę bombową samolotu Fokker F.VIIB/3m. Różniła się ona od pasażerskiej głównie tym, że zmniejszono liczbę okien w kadłubie oraz wprowadzono uzbrojenie składające się z 1 karabinu maszynowego na obrotnicy na grzbiecie kadłuba (według niektórych danych, 4 km-ów, w tym jednego nieruchomego zsynchronizowanego dla pilota, dwóch na grzbiecie i jednego ruchomego strzelającego przez otwór w dole kadłuba). Ładunek bomb mógł wynosić 1000–1500 kg, z tego lżejsze bomby umieszczano na wyrzutnikach pionowych wewnątrz kadłuba, a cięższe na zaczepach pod kadłubem.
W 1929 roku w Zakładach Plage & Laśkiewicz wyprodukowano ogółem 20 samolotów Fokker F-VIIB/3m w wersji bombowej i 11 w wersji pasażerskiej z tego jeden w 1930. Zakłady zaoferowały ponadto produkcję odmiany wodnosamolotu torpedowego, na podwoziu pływakowym, uzbrojonego w torpedę lotniczą o masie 800 kg, podwieszaną pod kadłubem na wyrzutniku konstrukcji inż. W. Świąteckiego, lecz Marynarka Wojenna nie zamówiła tej wersji.
W 1929 roku w samoloty Fokker F.VIIB/3m wyposażono trzy eskadry bombowe 1 pułku lotniczego: 211, 212 i 213 po 6 samolotów w każdej. Samoloty te stosowano jako bombowce do 1938 roku, następnie służyły jako transportowe w pułkach lotniczych. W 1934 trzy samoloty sprzedano PLL LOT, lecz w latach 1936-1938, 5 odkupiono od LOT-u.
W kampanii wrześniowej 1939 roku kilkanaście samolotów transportowych Fokker F.VIIb/3m używanych było w Brygadzie Bombowej. Co najmniej jeden z nich został zestrzelony w pierwszej dekadzie września 1939 przez niemieckie myśliwce Messerschmitt Bf 109. Część uległa zniszczeniu na lotniskach, niektóre wpadły w ręce Niemców, nieliczne ewakuowano do Rumunii.

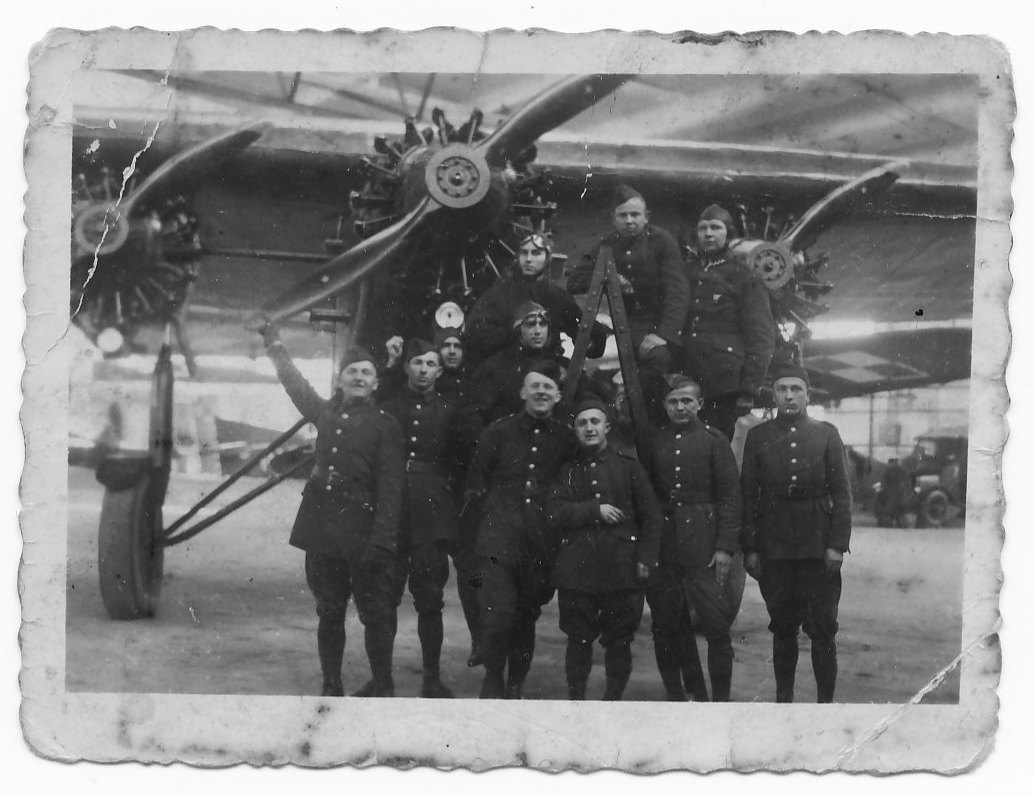
Polski bombowiec Fokker F.VIIB/3m 1 Pułk Lotniczy, Warszawa, Okęcie, rok 1936. Załoga i obsługa naziemna

## Opis techniczny
Samolot pasażerski, górnopłat o konstrukcji mieszanej. Kadłub kryty płótnem (przed kabiną pilota – blachą duraluminiową). Jeden silnik umieszczony był w nosie kadłuba, w wersjach F.VIIa/3m i F.VIIb/3m dalsze dwa silniki zamocowano pod skrzydłami na wysięgnikach. Za silnikiem w kadłubie znajdowała się zakryta kabina pilota i mechanika, a za nią przedział pasażerski, połączony z kabiną pilota przejściem. Przedział pasażerski wyposażony był w oszklone okna po obu stronach kadłuba i posiadał 8 foteli dla pasażerów. Do przedziału pasażerskiego z lewej strony pośrodku kadłuba prowadziły drzwi, przez które wchodziła również załoga samolotu. Usterzenie klasyczne, z tyłu kadłuba, sterowane za pomocą linek biegnących na zewnątrz pokrycia samolotu do kabiny pilota. Płat drewniany, dwudźwigarowy, kryty sklejką brzozową, posiadał na końcach lotki o dużym wydłużeniu. W środkowej części płata mieścił się zbiornik paliwa o pojemności 720 l. Podwozie samolotu klasyczne, stałe, z płozą ogonową. Napęd: (F.VIIa/3m i F.VIIb/3m) trzy silniki gwiazdowe Wright J4 Whirlwind o mocy 200 KM (147 kW) każdy (w części samolotów stosowano mocniejsze silniki). Silniki nie miały osłon cylindrów, posiadały natomiast własne zbiorniki oleju w gondolach. Śmigła dwułopatowe drewniane.
W wersji bombowej, Fokker F.VIIb/3m był trzymiejscowym samolotem bombowym nocnym. W porównaniu z samolotem pasażerskim brak było kabiny pasażerskiej i jej oszklenia. Na grzbiecie kadłuba zamontowane było stanowisko strzeleckie z obrotnicą dla karabinu maszynowego. Bomby przenoszone były przede wszystkim na wyrzutnikach pod kadłubem.